# MIYAGI BAND
MIYAGI BAND（ミヤギバンド）は日本の男女3人組による音楽ユニット。2000年に結成。
デジタルロックサウンドにボーカル＆ラップを乗せ、テクノでもヒップホップでもないインパクトのある新しい音楽を追求。
所属事務所はメガフォースだった。
現在は活動休止中のようである。
ボーカル担当のMIEは、2007年～女性2人組の音楽ユニットLil'Bのボーカルとしてデフスターレコーズよりデビュー。着うたランキングで初登場1位などを獲得し、累計で300万ダウンロードを突破するヒットを記録。当時女子中高生を中心に圧倒的な支持を集めていた。所属事務所は同じくメガフォース。
ドラム担当のMIYAは、2023年3月現在、千葉県習志野市議会議員である。

## メンバー
- MIYA

ドラム、コンピュータープログラム担当。千葉県出身。
- MIE（ミエ）

ボーカル担当。千葉県出身。
- KEE（キー）

ラップ担当。千葉県出身。

## ディスコグラフィー
1. 5 Doors（2002.07.25）
2. MUSIC NEVER STOP（2002.09.25）